# Csicsörke

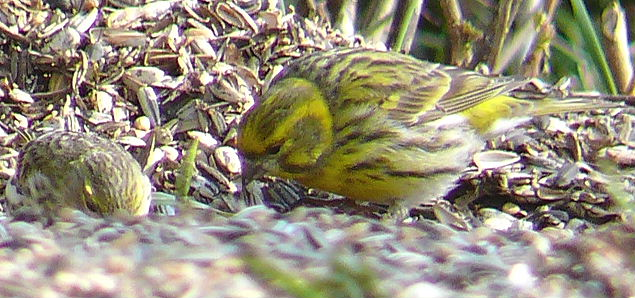

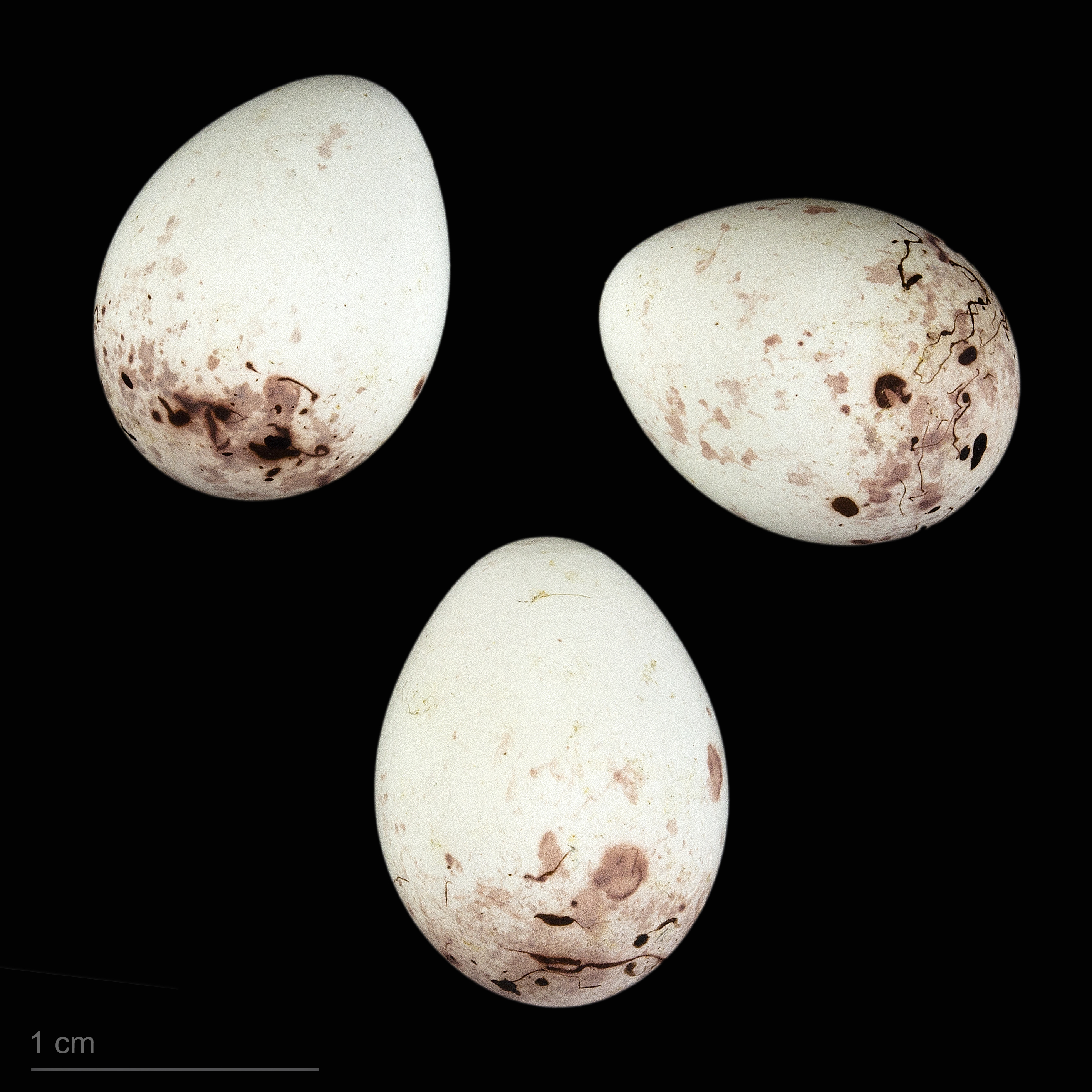
Tojásai

A csicsörke (Serinus serinus)  a madarak osztályának verébalakúak (Passeriformes) rendjébe és a pintyfélék (Fringillidae) családjába tartozó faj.
Az egyik legkisebb az európai pintyek között.

## Előfordulása

### Elterjedése
A csicsörke monotipikus faj. Eredeti areáját Észak-Afrika jelentette (főként az Atlasz-hegység vidéke). Innen indult el látványos északi, északkeleti irányú terjeszkedése a 19. századtól kezdve. Jelenlegi elterjedésének területét az eredeti észak-afrikai élőhelyén (Algéria, Tunézia) kívül Dél-Európa, Nyugat-Európa a Brit-szigetek kivételével, Közép-Európa jelenti. Fészkelésének északi határát Lengyelország, a Baltikum, Németország és Dánia északi valamint Svédország legdélebbi területei jelentik. Dél-európai elterjedése a Balkán-félszigeten keresztül kiterjed a Fekete-tenger partvidékéig, valamint Cipruson, Törökországban, Libanonban, Izrael északi részén is megjelent.

### Élőhelye
Magyarországon, mint terjeszkedő faj, a 19. század elején jelent meg. Az első fészkelés pontos ideje nem ismert. A nagyobb terjeszkedés a Balkán-félsziget irányából történt. Eredeti areáját tekintve a csicsörke hazánk madárvilágában mediterrán elemnek számít. A szélesebb körű kárpát-medencei elterjedésének az ideje a 20. század első fele.
Tipikus előfordulása a Balaton-felvidék mandulaligetei, levendulásai. Ligetes erdők szélein, facsoportokban, kertekben, városi parkokban, külvárosokban; olyan parkokban és kertekben költ ahol van bozótos, cserjés rész. Magyarországi legmagasabb fészkelése a Bükk-vidékről ismert (kb. 600 m). Szlovákiában a Nyugati-Tátra lábánál fekvő Prybilina településen (765 m) is megfigyelték költését.

### Populációja
Többnyire vonuló faj, amely kora tavasszal érkezik és október végén vonul el. A telelőhelyek Dél-Európában és Észak-Afrikában ismertek. A telelőhelyen a hím télen is énekel. Ősszel vegyes pintycsapatokkal kóborolnak példányai, de a csekély számú áttelelő példány általában önállóan mozog. 10-14 millió költőpár található Európa szerte, kivéve az északnyugati területeket. Magyarországon 50-100 ezer párra becsülik a költőállományt.

## Megjelenése
A csicsörke 11-12 centiméteres, rövid tollú, vastag nyakú, kis csőrű pinty, erősen csíkozott alsó résszel. A hímek citromsárga színű fejrésze összetéveszthetetlen, de a nőstények és a nem kifejlett egyedek sokkal kevésbé sárgák, kivéve talán a farrészüket. A csíztől (Carduelis spinus) tompább, kúposabb csőrével, élénkebb sárga farkcsíkjával különbözik. Farka szélén nincsen sárga. Feje és álla sohasem fekete (mint a csízé). Csicsergő, sokszor nászrepülésben előadott énekéhez jól illik a neve. Hívása a tengelicéhez (Carduelis carduelis) hasonló. Röphangja rövid, pergő „tirri-lit”.